# Neuenkirchen (près d'Anklam)
Pour les articles homonymes, voir Neuenkirchen.
Neuenkirchen est une municipalité allemande du land de Mecklembourg-Poméranie-Occidentale et l'arrondissement de Poméranie-Occidentale-Greifswald. En 2013, elle comptait 233 hab.